# Pakistanische Badmintonmeisterschaft 1967
Die Pakistanische Badmintonmeisterschaft 1967 fand in Lahore statt. Es war die 13. Austragung der nationalen Meisterschaften von Pakistan im Badminton.

## Titelträger
| Disziplin    | Sieger                      |
| ------------ | --------------------------- |
| Herreneinzel | Baby Salahuddin             |
| Dameneinzel  | Talat Sultana               |
| Herrendoppel | Baby Salahuddin Naqi Mohsin |
| Damendoppel  | Elsie Hunt Jamil            |
| Mixed        | Naqi Mohsin Elsie Hunt      |